# Stegomastodon
Stegomastodon è un genere estinto di proboscidati, diffuso in Nord e Sud America fra il Pliocene ed il Pleistocene.
Gli appartenenti a questo genere misuravano in media 2,70 m al garrese per un peso di 6 tonnellate: dovevano somigliare molto a una versione più massiccia degli odierni elefanti, coi quali condividevano un'altra caratteristica, quella di avere un unico paio di zanne, a differenza di molti altri gomfoteridi.
Queste zanne potevano misurare fino a 3,5 m di lunghezza e tendevano ad incurvarsi verso l'alto nella parte terminale.
I molari degli Stegomastodon erano ricoperti di smalto, inoltre la loro superficie era ricca di bitorzoli e scanalature, il che creava una vasta superficie masticatoria sul dente: ciò lascia supporre che gli Stegomastodon si nutrissero d'erba.